# Arnstein (Adelsgeschlecht)

Stammwappen der Herren von Arnstein

Die Familie derer von Arnstein (Ausspracheⓘ) war ein edelfreies Adelsgeschlecht des Mittelalters.

## Geschichte

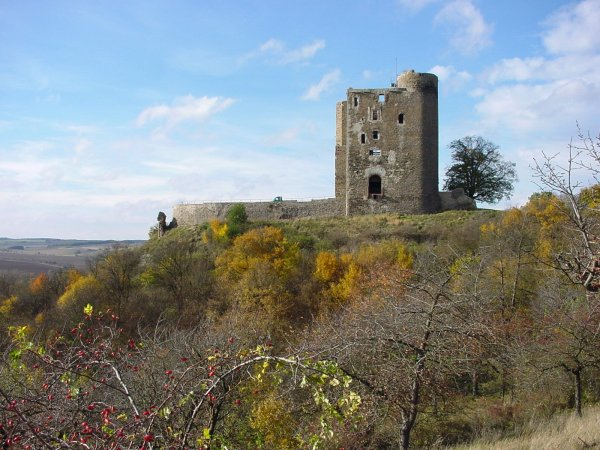
Burg Arnstein

Die edelfreien Herren von Arnstein aus dem schwäbischen Geschlecht derer von Steußlingen erbauten 1135 bei Aschersleben am Ostharz die Burg Arnstein. Seit Ende des 12. Jahrhunderts nannten sie sich Grafen von Arnstein. Die Leitnamen des Geschlechts war Walther und Albrecht. 1289 war der Edle Walter von Arnstein Burggraf von Freckleben.
Das Adelsgeschlecht verfügte über Grundbesitz in Mühlingen, in der Grafschaft Mansfeld, im Erzstift Magdeburg und Stift Quedlinburg (dessen Untervögte sie waren).
Walther III. von Arnstein (* um 1150; † um 1196) heiratete Gertrud, eine Enkelin Albrechts des Bären. Unter ihren Kindern waren Gebhard von Arnstein, Stammvater der Grafen von Lindow-Ruppin, Walther IV., Stammvater der Grafen von Barby, und Wichmann von Arnstein, Dominikaner und Mystiker.
Aus der Familie sollen auch die Grafen von Mühlingen und vermutlich auch die Grafen von Falkenstein abstammen.
Das Adelsgeschlecht erlosch 1292/96 mit dem Eintritt von drei Brüdern in den Deutschen Orden. Johann Siebmacher legt das Ende der Familie an den Anfang des 14. Jahrhunderts, wo 1321 Günther von Arnstein das Geschlecht schloss.
Ihre Besitzungen gingen an die Edelherren von Schraplau, die Fürsten von Anhalt, die Grafen von Mansfeld und das Erzstift Magdeburg über.

## Wappen
Das Wappen zeigt in Schwarz oder Rot einen silbernen, golden bewehrten Adler.